# Våler
Våler är en tätort som utgör centralort i Vålers kommun i Innlandet fylke  i östra Norge.